# بطولة العالم للدراجات على المضمار 1896
بطولة العالم للدراجات على المضمار 1896 هي الدورة ال4 من بطولة العالم للدراجات على المضمار، أجريت في كوبنهاغن، الدنمارك.

## النتائج النهائية
| المسابقة                              | ذهبية                     | فضية                  | برونزية              |
| ------------------------------------- | ------------------------- | --------------------- | -------------------- |
| الرجال                                |                           |                       |                      |
| السرعة الفردية                        | Paul Bourillon (FRA)      | تشارلي باردن (GBR)    | ادمون جاكلين (FRA)   |
| سباق مطاردة الدراجة النارية للهواة    | Ferdinand Ponscarme (FRA) | Michael Djakoff (RUS) | Andreas Hansen (DEN) |
| سباق مطاردة الدراجة النارية للمحترفين | آرثر أدلبرت تشيس (GBR)    | جاك وليام ستوكس (GBR) | Franz Gerger (AUT)   |